# Södra Göstrings landskommun
Södra Göstrings landskommun var en tidigare kommun i Östergötlands län.

## Administrativ historik
Kommunen bildades som storkommun vid kommunreformen 1952 genom sammanläggning av de tidigare kommunerna Blåvik, Malexander och Åsbo. Namnet togs från Göstrings härad, i vars södra del kommunen låg.
Kommunen upphörde den 1 januari 1971, då den gick upp i Boxholms kommun.
Kommunkoden var 0510.

### Kyrklig tillhörighet
I kyrkligt hänseende tillhörde kommunen församlingarna Blåvik, Malexander och Åsbo.

## Geografi
Södra Göstrings landskommun omfattade den 1 januari 1952 en areal av 407,34 km², varav 335,63 km² land.

### Tätorter i kommunen 1960
I Södra Göstrings landskommun fanns del av tätorten Strålsnäs, som hade 223 invånare i kommunen den 1 november 1960. Tätortsgraden i kommunen var då 13,4 procent.

## Politik

### Mandatfördelning i valen 1950–66
|  | 13 | 10 | 3 | 3 |

| 27 |

|  | 13 | 10 | 3 | 3 |

| 26 |

|  | 10 | 13 | 2 | 4 |

| 26 |

| 11 | 14 | 2 | 3 |

| 28 |

| 10 | 14 | 2 | 4 |

| 26 |

### Kommunfullmäktige

#### Ledamöter
- 1952–: Anders Polstam, ordförande.
- 1952–: Sven Teodor Malmqvist
- 1952–: Einar Nöjd
- 1952–: Arvid Gustavsson
- 1952–: Birger Larsson
- 1955–: Gillis Friberg
- 1955–: Gunnar Johansson
- 1957–: Karl Allan Karlsson
- 1957–: John Algot Fäldt